# 옙 S3
옙 S3(Yepp S3, YP-S3)은 삼성전자에서 2008년 6월에 출시한 포터블 미디어 플레이어이다.

## 같이 보기
- 삼성전자
- 삼성 옙